# Säter
Säter est une ville de Suède, chef-lieu de la commune de Säter dans le comté de Dalarna. 4 646 personnes y vivaient en 2019.

## Histoire
Säter était à l'origine un domaine royal qui a été agrandi vers 1630 par un hameau. Le 8 mai 1642, la localité s'est vu accorder les droits de ville par Christine de Suède, qui n'ont plus d'importance depuis la réforme administrative de 1971. Les parties centrales de Säter représentent l'une des villes en bois les mieux préservées de Suède. Une des maisons les plus anciennes est l'hôtel de ville. Aux XVIe et XVIIe siècles, des pièces de monnaie carrées, appelées Klippingar, étaient produites à Säter.

## Sport
Cette ville organise sous l’égide de la Fédération internationale de triathlon les Championnats d'Europe de triathlon longue distance le 1er juillet 2004 et les Championnats du monde de triathlon longue distance 2 jours plus tard, soit le 3 juillet 2004.

## Hôpital psychiatrique
A l'ouest de la ville se trouve l'hôpital de Säter, qui, lors de son ouverture en 1912, était un des plus grands et des plus modernes hôpitaux psychiatriques de Suède.

## Voir aussi

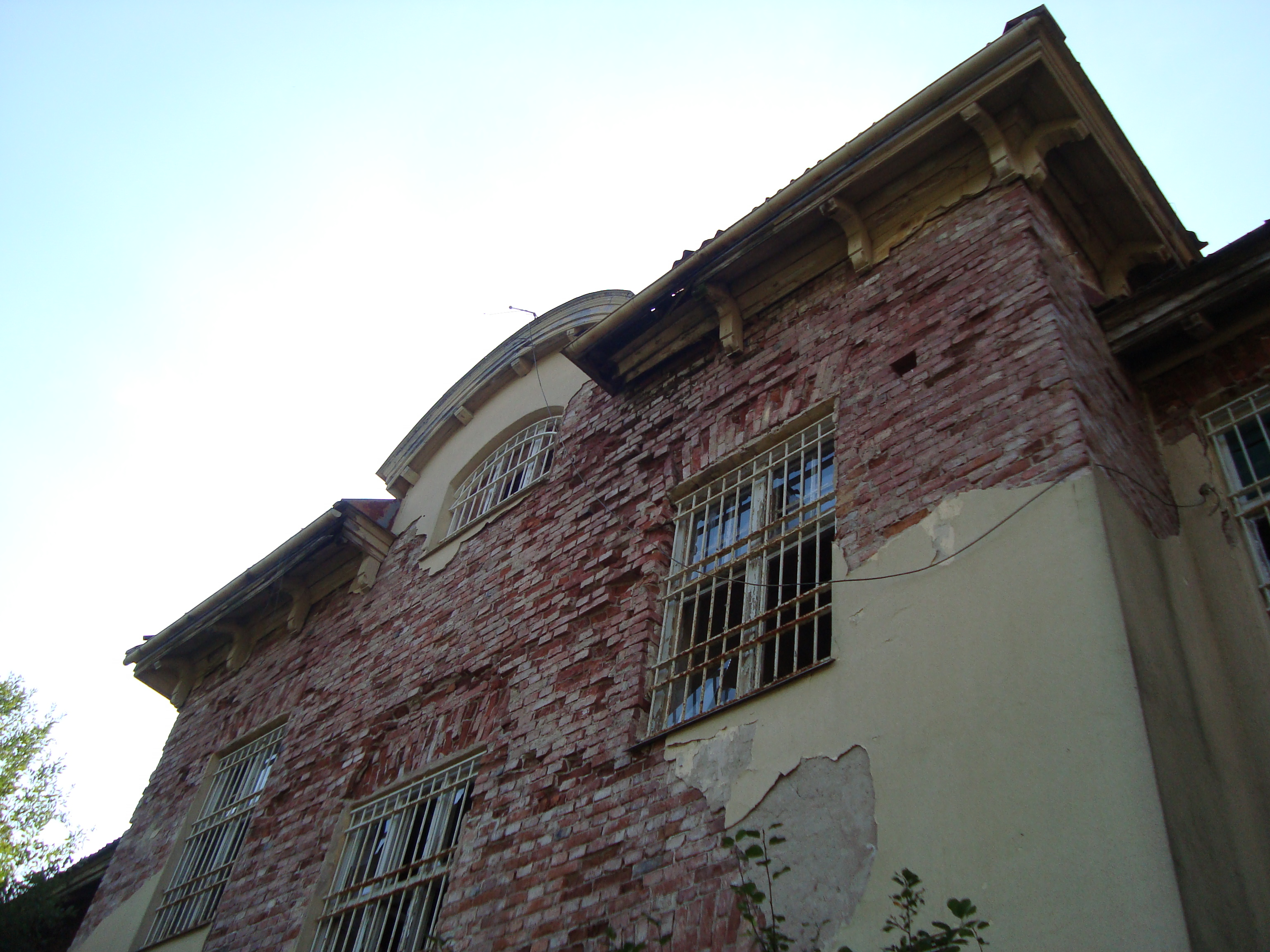
"Fasta paviljongen", un vieil immeuble d'asile.